# خوسيه فيكتور سانشيز تروخيو
خوسيه فيكتور سانشيز تروخيو هو سياسي مكسيكي، ولد في 3 نوفمبر 1965 في ولاية موريلوس في المكسيك. نشط حزبياً في حزب العمل الوطني. وقد انتخب عضو مجلس النواب المكسيك ‏.